# 莱特隆
莱特隆（法語：Lételon，法語發音：[letlɔ̃]）是法国阿列省的一个市镇，属于蒙吕松区。

## 地理
莱特隆（46°39'22"N, 2°35'8"E）面积6.37 平方千米，位于法国奥弗涅-罗讷-阿尔卑斯大区阿列省，该省份为法国中部省份，北起涅夫勒省、西北接谢尔省，西南至克勒兹省，南至多姆山省，东南临卢瓦尔省，东临索恩-卢瓦尔省。
与莱特隆接壤的市镇（或旧市镇、城区）包括：布赖兹、于尔赛、旧艾奈、库斯特、拉佩尔什。

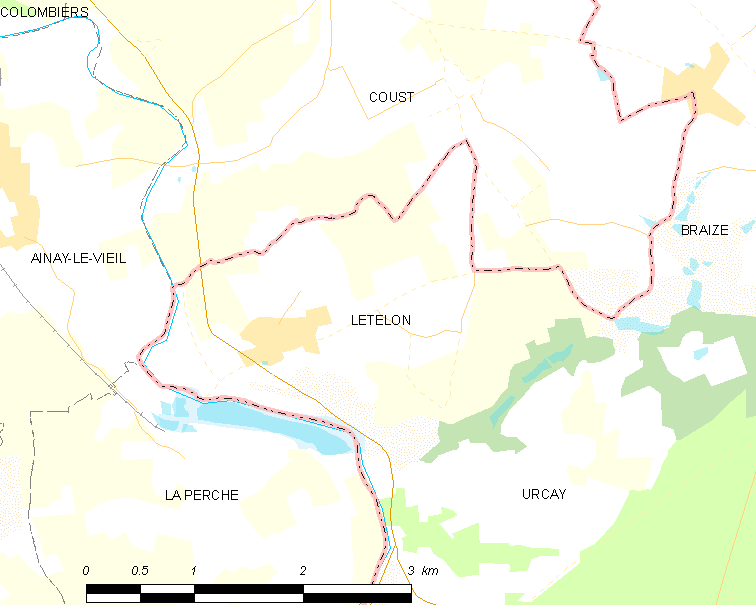
莱特隆的OSM定位图

莱特隆的时区为UTC+01:00、UTC+02:00（夏令时）。

## 行政
莱特隆的邮政编码为03360，INSEE市镇编码为03143。

## 政治
莱特隆所属的省级选区为波旁拉尔尚博县。

## 人口

1962-2008年间莱特隆人口变化图示

莱特隆于2022年1月1日时的人口数量为91人。